# Eranthis cilicica
Eranthis cilicica, do deset centimetara visoka trajnica iz Male Azije (Turska) i sjevernog Iraka. Pripada porodici žabnjakovki, a odlikuje se sjajnim zelenim listovima i velikim žutim cvjetovima oblika kaleža,  krupnije od uobičajene vrste E. hyemalis, često uzgajane po vrtovima. 
E. cilicica cvate zimi, pojavljuje sredinom veljače poput sićušnog zelenog kišobrana s malom žutom »čašicom« na vrhu. 
Lako se uzgajaju u vlažnom, humusom bogatom tlu u djelomičnoj sjeni ili šumskom okruženju.

## Sinonimi
- Eranthis isaurica C.Simon